# ヘカテ (小惑星)
ヘカテ (100 Hekate) は、小惑星帯に位置する小惑星の一つ。ヒギエア族と同じような軌道を通るが、0.19という高いアルベドを持つS型小惑星であるため、主にC型小惑星で構成されるヒギエア族には通常分類されない。
1868年7月11日にアメリカ合衆国の天文学者、ジェームズ・クレイグ・ワトソン (James Craig Watson) により発見された、ちょうど100個目の小惑星である。ギリシア神話の女神ヘカテーおよび、ギリシア語で100を意味するhekatonより命名された。2003年7月14日にニュージーランドで掩蔽が観測された。